# Tipo testuale alessandrino

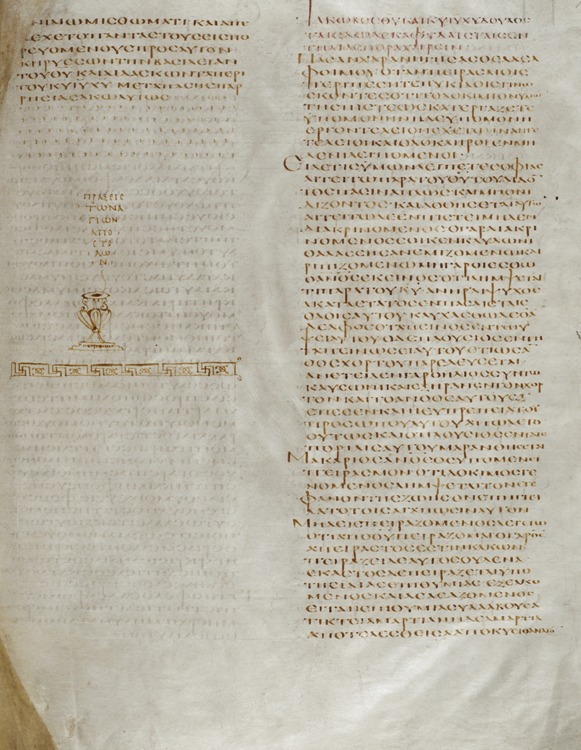
La fine del libro degli Atti degli Apostoli (folio 76r) dal Codex Alexandrinus, che segue in maniera quasi esclusiva il tipo testuale bizantino per i vangeli e ampiamente quello alessandrino per il resto del Nuovo Testamento.

Il tipo testuale alessandrino (noto anche come neutrale o egiziano) è uno dei diversi tipi testuali utilizzati nella critica testuale del Nuovo Testamento per descrivere e raggruppare il carattere testuale dei manoscritti biblici. Il tipo testuale alessandrino è la forma del Nuovo Testamento in lingua greca che predomina nei documenti più antichi sopravvissuti e quella utilizzata nei manoscritti in lingua copta.
Nei manoscritti successivi, a partire dal IX secolo, il tipo testuale bizantino divenne molto più comune e rimane il testo base della Chiesa greco-ortodossa e della maggior parte delle traduzioni protestanti dell'età della Riforma. La maggior parte delle traduzioni moderne, invece, utilizzano il testo eclettico greco che è più vicino al tipo testuale alessandrino.

## Caratteristiche
Tutti i manoscritti esistenti di tutti i tipi testuali sono identici all'85%, e gran parte delle variazioni riguardano l'ordine delle parole o l'ortografia.
Rispetto ai tipi occidentali, i testimoni alessandrini tendono ad essere più brevi; inoltre si ritiene che abbiano minore tendenza ad espandere o parafrasare il testo.
Alcuni manoscritti del tipo testuale alessandrino presentano correzioni del tipo bizantino apportate da mani successive (Papiro 66, Codex Sinaiticus, Codex Ephraemi, Codex Regius, e Codex Sangallensis 48).
Rispetto ai testimoni del tipo testuale bizantino, gli alessandrini tendono:
- ad avere un numero maggiore di lezioni brusche, come la fine anticipata del Vangelo secondo Marco (16,9), Matteo 16,2b-3 e la pericope dell'adultera (Giovanni 7,53-8,11);
- a mostrare maggiori variazioni tra passaggi paralleli dei vangeli sinottici, come nella versione di Luca del Padre nostro, che nella versione alessandrina inizia con «Padre...», mentre nei testi bizantini si legge, analogamente a Matteo 6,9, «Padre nostro che sei nei cieli...»;
- ad avere una proporzione maggiore di lezioni «difficili», come in Matteo 24,36 che nel testo alessandrino è «Ma quel giorno e ora nessuno conosce, nemmeno gli angeli del cielo, né il Figlio, ma solo il Padre», mentre nei testi bizantini manca il «né il Figlio», evitando così l'implicazione che Gesù mancasse dell'onniscienza divina.

Naturalmente queste tendenze non sono regole; ad esempio, in alcuni passaggi del Vangelo secondo Luca i manoscritti del tipo testuale occidentale riportano versioni abbreviate (talvolta dette «non-interpolazioni occidentali»), mentre alcune volte i manoscritti bizantini riportano differenze tra i sinottici che mancano nei tipi occidentali e alessandrini, come la resa greca delle ultime parole aramaiche di Gesù sulla croce, che i manoscritti bizantini riportano come «Eloi, Eloi...» in Marco 15,34, e come «Eli, Eli...» in Matteo 27,46.

## Manoscritti alessandrini
Fino al IX secolo i testi greci erano scritti interamente in lettere maiuscole, note come onciali. Nel IX e X secolo un nuovo stile di scrittura, basato sulle lettere minuscole, subentrò alle onciali. Poiché la maggior parte dei manoscritti greci onciali furono ricopiati in questo periodo e la pergamena su cui erano scritti fu grattata per rimuovere l'inchiostro ed essere riutilizzata, i manoscritti greci antecedenti al IX secolo sono molto rari; malgrado ciò, ben nove di essi, oltre metà di quelli conservatisi, sono testimoni di uno stile alessandrino più o meno puro. Tra di essi vi sono i più antichi manoscritti quasi completi del Nuovo Testamento, il Codex Vaticanus e il Codex Sinaiticus, datati all'inizio del IV secolo.
Sopravvive ancora un certo numero di manoscritti in papiro riportanti porzioni del Nuovo Testamento e risalenti ad epoche ancor più antiche; quelli che possono essere fatti risalire ad un certo tipo testuale, come ad esempio {\displaystyle {\mathfrak {p}}}66 e {\displaystyle {\mathfrak {p}}}75 dell'inizio del III secolo, tendono ad essere testimonianze del testo alessandrino.
Le più antica traduzione del Nuovo Testamento nella versione copta egiziana, il sahidico del III secolo, usa il testo alessandrino come base greca; sebbene altre traduzioni del II e III secolo, in latino e siriaco, tendono invece a conformarsi al tipo testuale occidentale. Sebbene la stragrande maggioranza dei manoscritti minuscoli tardi si conformino al tipo testuale bizantino, uno studio dettagliato ha permesso di identificare alcuni manoscritti minuscoli che trasmettono il testo alessandrino alternativo. Circa 17 di tali manoscritti sono stati scoperti, portando a trenta il numero totale di manoscritti che testimoniano il tipo testuale alessandrino; non tutti questi sono associati all'Egitto, sebbene quella sia l'area in cui le testimonianze alessandrine siano prevalenti.

### Principali manoscritti
| Segno                             | Nome                      | Datazione     | Contenuto                            |
| {\displaystyle {\mathfrak {p}}}46 | Chester Beatty II         | c. 200        | Lettere paoline                      |
| {\displaystyle {\mathfrak {p}}}66 | Bodmer II                 | c. 200        | Vangeli                              |
| {\displaystyle {\mathfrak {p}}}72 | Bodmer VII/VIII           | III/IV secolo | 1-2 Pietro; Giuda                    |
| {\displaystyle {\mathfrak {p}}}75 | Bodmer XIV-XV             | III secolo    | frammenti di Luca–Giovanni           |
| ﬡ                                 | Codex Sinaiticus          | 330-360       | Nuovo Testamento                     |
| B                                 | Codex Vaticanus           | 325-350       | Matteo — Ebrei 9, 14                 |
| A                                 | Codex Alexandrinus        | c. 400        | (tranne i Vangeli)                   |
| C                                 | Codex Ephraemi Rescriptus | V secolo      | (tranne i Vangeli)                   |
| Q                                 | Codex Guelferbytanus B    | V secolo      | frammenti di Luca–Giovanni           |
| T                                 | Codex Borgianus           | V secolo      | frammenti di Luca–Giovanni           |
| I                                 | Codex Freerianus          | V secolo      | Lettere paoline                      |
| Z                                 | Codex Dublinensis         | VI secolo     | frammenti di Matteo                  |
| L                                 | Codex Regius              | VIII secolo   | Vangeli                              |
| W                                 | Codex Washingtonianus     | V secolo      | Luca 1:1–8:12; J 5:12–21:25          |
| 057                               | Onciale 057               | IV/V secolo   | Atti 3:5–6,10-12                     |
| 0220                              | Onciale 0220              | VI secolo     | Nuovo Testamento (tranne Apocalisse) |
| 33                                | Minuscolo 33              | IX secolo     | Romani                               |
| 81                                | Minuscolo 81              | 1044          | Atti, Lettere paoline                |
| 892                               | Minuscolo 892             | IX secolo     | Vangeli                              |

### Altri manoscritti
Papiri
{\displaystyle {\mathfrak {p}}}1, {\displaystyle {\mathfrak {p}}}4, {\displaystyle {\mathfrak {p}}}5, {\displaystyle {\mathfrak {p}}}6, {\displaystyle {\mathfrak {p}}}8, {\displaystyle {\mathfrak {p}}}9, {\displaystyle {\mathfrak {p}}}10, {\displaystyle {\mathfrak {p}}}11, {\displaystyle {\mathfrak {p}}}12, {\displaystyle {\mathfrak {p}}}13, {\displaystyle {\mathfrak {p}}}14, {\displaystyle {\mathfrak {p}}}15, {\displaystyle {\mathfrak {p}}}16, {\displaystyle {\mathfrak {p}}}17, {\displaystyle {\mathfrak {p}}}18, {\displaystyle {\mathfrak {p}}}19, {\displaystyle {\mathfrak {p}}}20, {\displaystyle {\mathfrak {p}}}22, {\displaystyle {\mathfrak {p}}}23, {\displaystyle {\mathfrak {p}}}24, {\displaystyle {\mathfrak {p}}}26, {\displaystyle {\mathfrak {p}}}27, {\displaystyle {\mathfrak {p}}}28, {\displaystyle {\mathfrak {p}}}29, {\displaystyle {\mathfrak {p}}}30, {\displaystyle {\mathfrak {p}}}31, {\displaystyle {\mathfrak {p}}}32, {\displaystyle {\mathfrak {p}}}33, {\displaystyle {\mathfrak {p}}}34, {\displaystyle {\mathfrak {p}}}35, {\displaystyle {\mathfrak {p}}}37, {\displaystyle {\mathfrak {p}}}39, {\displaystyle {\mathfrak {p}}}40, {\displaystyle {\mathfrak {p}}}43, {\displaystyle {\mathfrak {p}}}44, {\displaystyle {\mathfrak {p}}}45, {\displaystyle {\mathfrak {p}}}47, {\displaystyle {\mathfrak {p}}}49, {\displaystyle {\mathfrak {p}}}51, {\displaystyle {\mathfrak {p}}}53, {\displaystyle {\mathfrak {p}}}55, {\displaystyle {\mathfrak {p}}}56, {\displaystyle {\mathfrak {p}}}57, {\displaystyle {\mathfrak {p}}}61, {\displaystyle {\mathfrak {p}}}62, {\displaystyle {\mathfrak {p}}}64, {\displaystyle {\mathfrak {p}}}65, {\displaystyle {\mathfrak {p}}}70, {\displaystyle {\mathfrak {p}}}71, {\displaystyle {\mathfrak {p}}}72, {\displaystyle {\mathfrak {p}}}74, {\displaystyle {\mathfrak {p}}}77, {\displaystyle {\mathfrak {p}}}78, {\displaystyle {\mathfrak {p}}}79, {\displaystyle {\mathfrak {p}}}80 (?), {\displaystyle {\mathfrak {p}}}81, {\displaystyle {\mathfrak {p}}}82, {\displaystyle {\mathfrak {p}}}85 (?), {\displaystyle {\mathfrak {p}}}86, {\displaystyle {\mathfrak {p}}}87, {\displaystyle {\mathfrak {p}}}90, {\displaystyle {\mathfrak {p}}}91, {\displaystyle {\mathfrak {p}}}92, {\displaystyle {\mathfrak {p}}}95, {\displaystyle {\mathfrak {p}}}100, {\displaystyle {\mathfrak {p}}}104, {\displaystyle {\mathfrak {p}}}106, {\displaystyle {\mathfrak {p}}}107, {\displaystyle {\mathfrak {p}}}108, {\displaystyle {\mathfrak {p}}}110, {\displaystyle {\mathfrak {p}}}111, {\displaystyle {\mathfrak {p}}}115, {\displaystyle {\mathfrak {p}}}122. 
Onciali
Codex Coislinianus, Codex Porphyrianus (tranne Atti e Apocalisse), Codex Dublinensis, Codex Sangallensis 48 (solo Marco), Codex Zacynthius, Codex Athous Lavrentis (in Marco e nelle lettere cattoliche), Vaticanus 2061, 059, 068, 071, 073, 076, 077, 081, 083, 085, 087, 088, 089, 091, 093 (1 Pietro), 094, 098, 0101, 0102, 0108, 0111, 0114, 0205, 0207, 0223, 0225, 0232, 0234, 0240, 0243, 0244, 0245, 0247, 0254, 0270, 0271, 0274. 
Minuscoli
20, 89, 94, 104, 164, 215, 241, 254, 322, 323, 326, 376, 383, 579, 614, 718, 850, 1006, 1175, 1241, 1611, 1739, 1841, 1852, 1908, 2040, 2053, 2062, 2298, 2344 (CE, Rev), 2351, 2464.